# Nhôm clofibrat
Nhôm clofibrate (hoặc alfibrate) là một fibrate.